# Острів загиблих кораблів
«Острів загиблих кораблів» — радянський музичний телевізійний фільм 1987 року, знятий за мотивами однойменного роману Олександра Бєляєва.

## Сюжет
Фільм починається з того, що звичайний хлопець, житель Ленінграда на ім'я Володя (актор Гедимінас Сторпірштіс), свариться з дружиною. Після цього він виходить на вулицю… і несподівано опиняється в Марселі, в 1928 році, причому в тілі вбивці (на думку інспектора Джиммі Сімпкінса, який заарештував його) Реджинальда Гатлінга.
Удвох вони сідають на пароплав, який має відвезти їх до Америки, «ближче до електричного стільця». Але вночі пароплав із незрозумілих причин зазнає аварії й тоне. Дивом урятувавшись, Володя, Джиммі, а також чарівна пасажирка Вівіан Кінгман (актриса Лариса Бєлогурова) — копія дружини Володі — перебираються на… «Летючий Голландець», який підійшов до місця катастрофи, а далі — дрейфував у відкритому морі. Потім потрапляють на загублений у Саргасовому морі острів, що утворився з уламків напівзатонулих кораблів. Правитель острова — Фергюс Слейтон (Арунас Сторпірштіс), його найближчий помічник — Шолом-Тріпач (Костянтин Райкін). Крім них, на острові мешкають: дружина Тріпача Меггі (Наталія Лапіна), історик Людерс із дружиною Фрідою (Ліліан Малкіна) і ще багато моряків, мандрівників, піратів. За звичаєм, новоприбула Вівіан повинна вибрати собі за чоловіка одного з мешканців острова. Слейтон, який сам поклав на неї око, замикає Володю і Джиммі в карцер, але їм вдається звільнитися і встигнути на церемонію вибору нареченого. Вівіан вибирає собі за чоловіка Володю, тому що закохана в нього. Остров'яни влаштовують пишне весілля. Потім настає шлюбна ніч і Володя зізнається Вівіан, що вже одружений і «прийшов з іншого світу». Але тепер йому вже все одно, він закоханий у Вівіан… Тим часом Джиммі стежить за Слейтоном. Той помічає «хвіст» і насторожується.
Наступного ранку Джиммі випадково потрапляє в трюм якогось занедбаного корабля, де знаходить… брата Слейтона Едуарда, замкненого в клітці. Він явно як не свій. У цей час підходить Слейтон. Він розповідає Джиммі про свого брата, а також про стосунки з Меггі. Цю розмову чує Тріпач. Він шокований зрадою дружини. Тим часом Слейтон відводить Джиммі, але з'являється Володя. Він звільняє Едуарда, але той, бігаючи по острову у припадку безумства, гине. Тим часом Слейтон ділиться з Джиммі своїми планами щодо острова: він хоче полетіти на повітряній кулі, а потім повернутися по скарби. Після цього Слейтон зіштовхує Джиммі у воду і стріляє в нього на очах у жителів острова. Тріпач оголошує в гучномовець усе, що почув у розмові Джиммі і Слейтона, і зразу ж отримує кулю в лоб. Потім Слейтон з помсти вбиває Вівіан і втікає. За ним женуться, але він встигає полетіти на повітряній кулі.
А Володя раптово знову опиняється у своєму часі. Судячи з його обірваного вигляду, неголеного обличчя і гулі на потилиці, все, що відбулося, йому не наснилося. Завершується все тим, що Володя повертається в свою квартиру і сідає вечеряти разом із дружиною, яка дуже схожа на загиблу Вівіан.

## У ролях
- Лариса Бєлогурова —  Вівіан Кінгман/дружина Володі/Делла Джексон
- Гедимінас Сторпірштіс[lt] —  Володя/Реджинальд Гатлінг
- Микола Лавров —  Агент з особливо важливих справ Джим Сімпкінс
- Костянтин Райкін —  Шолом-Трепач
- Наталія Лапіна[ru] —  Меггі
- Арунас Сторпірштіс[lt] —  губернатор Фергюс Слейтон  (озвучує Андрій Толубєєв)
- Ліліан Малкіна —  Фріда
- Галі Абайдулов[ru] —  кульгавий/диригент/іспанець
- Валентин Жиляєв —  Рудий
- Сергій Паршин —  «Моряк»
- Семен Фурман —  «Азіат»
- Аркадій Шалолашвілі[ru] —  «Турок»
- Михайло Штейн —  «Ліліпут»
- Михайло Щеглов[ru] —  Людерс, чоловік Фріди
- Тіто Ромаліо[ru] —  «Мулат»
- Альгіс Арлаускас — епізод
- Лариса Доліна — епізод
- Юрій Сенкевич — камео

## Знімальна група
- Режисери: Рауф Мамедов[ru], Євген Гінзбург[ru]
- Сценарист: Аркадій Кльонов, Євген Гінзбург, Рауф Мамедов
- Оператор: Валерій Миронов
- Художники: Борис Биков[ru], Михайло Щеглов[ru]